# Mara fille sauvage
Pour plus de détails, voir Fiche technique et Distribution.
Mara fille sauvage (Il brigante Musolino) est un film italien réalisé par Mario Camerini, sorti en 1950. 
Le film est inspiré de la vie du brigand Giuseppe Musolino.

## Synopsis
Giuseppe Musolino, un charbonnier calabrais, est accusé à tort par un membre de la 'ndrangheta du meurtre, qu'il a perpétré, d'un autre mafioso. Lors du procès, il est condamné, mais il s'échappe et commence à se venger des faux témoins qui l'ont conduit en prison ; avec l'aide de la jeune fille qu'il aime, Mara, il se cache dans les montagnes calabraises. Lorsque cette dernière est assassinée devant le sanctuaire d'une église, Musolino accomplit son ultime vengeance en se battant au corps à corps avec le véritable meurtrier jusqu'à le tuer d'une pierre lancée violemment sur sa tête. Après cet acte, il se rend aux Carabiniers.

## Fiche technique
- Titre français : Mara fille sauvage ou Le Brigand Musolino ou Sang sur la Calabre[1]
- Titre original : Il brigante Musolino
- Réalisation : Mario Camerini
- Scénario : Mario Camerini, Franco Brusati, Ennio De Concini, Antonio Leonviola, Mario Monicelli, Ivo Perilli, Steno et Vincenzo Talarico (it)
- Production : Dino De Laurentiis et Carlo Ponti
- Musique : Enzo Masetti
- Directeur de la photographie : Aldo Tonti
- Sociétés de production : Lux Film, Ponti-De Laurentiis Cinematografica
- Pays de production :  Italie
- Format : Noir et Blanc
- Genre : drame
- Dates de sortie : 
  - Italie : 1950
  - France : 2 avril 1952
- Affiche : Duccio Marvasi (France)

## Distribution
- Amedeo Nazzari : Giuseppe Musolino
- Silvana Mangano : Mara
- Guido Celano : le brigadier
- Ignazio Balsamo : Vincenzo Schepisi
- Rocco D'Assunta : Rocco Crea
- Umberto Spadaro : Docteur Micheli
- Elvira Betrone : La mère de Giuseppe
- Nino Pavese : le Maltais
- Guido Morisi : Don Pietro Solemi
- Giacomo Giuradei : Marco Sgroli
- Paolo Ferrara : président de la cour
- Filippo Scelzo : procureur général
- Arnoldo Foà : avocat
- Franco Jamonte : l'homme de main de Solemi
- Gaetano Quartararo